# Lazarus von Schwendi
Lazarus von Schwendi (n. 1522, Mittelbiberach - d. 1583) a fost un diplomat, om politic și general german aflat în slujba împăraților Sfântului Imperiu Roman Carol al V-lea și Maximilian al II-lea, precum și a regelui Spaniei Filip al II-lea. S-a născut în Mittelbiberach (azi în Baden-Württemberg, Germania). Între 1546 și 1556 îndeplinește responsabilități diplomatice și militare pentru Carol al V-lea. Între 1556 și 1562 ia parte în luptele regelui Filip al II-lea împotriva francezilor. Începând cu 1564 devine ofițer in armata habsburgică al lui Maximilian al II-lea, care operează în nordul și nord-estul Regatului Ungar. Maximilian al II-lea este și regele încoronat al Regatului Ungar sub numele de Maximilian I (maghiară Miksa) controlând partea vestică și nordică a țării, pe cănd regele ales Ioan Sigismund Zápolya (în maghiară János Zsigmond) controla partea estică (sudul și centrul aparținea turcilor). Lazarus von Schwendi devine general și își face un renume prin victoriile sale împotriva turcilor și împotriva lui Ioan Sigismund Zápolya, ca și prin talentul său organizatoric. A cucerit orașul și zona orașului Satu Mare, cetatea Munkács și zona Tokaj. A organizat fortificarea orașului Satu Mare în stil italian. A devenit consilier al împăratului în domeniul aplanării conflictelor confesionale și a reorganizării imperiului.